# Joe il rosso
Joe il rosso è un film italiano del 1936 diretto da Raffaello Matarazzo.

## Trama
Stefano, rampollo dell'aristocratica famiglia francese dei Sandelle-Lafitte, ha conosciuto durante un viaggio in transatlantico la giovane orfana Marta e l'ha sposata in America, per poi venire a sapere con sconcerto che l'unico parente della moglie è lo zio Joe Mark, conosciuto come "Joe il rosso", con fama di essere implicato in loschi affari.
Quando i due novelli sposi tornano nella sontuosa villa famigliare in Costa Azzurra, Marta, a causa delle sue modeste origini, non viene accolta con favore dalla madre di Stefano. Ma poco tempo dopo dalla stessa villa viene rubato un prezioso dipinto di Murillo, il "Mosè che fa scaturire l'acqua dalle rocce", che la famiglia stava per vendere al Louvre in cambio di una somma milionaria.
Marta chiede aiuto allo zio Joe il quale non chiede di meglio che allontanarsi dall'America dove è braccato dai gangster rivali dei suoi affari. Quando arriva alla villa dei nobili, Stefano, imbarazzato, lo presenta come un poliziotto americano. Per la sua attività Joe conosce trucchi e metodi anche sbrigativi d'indagine, e quindi non tarda a scoprire tutta una serie di problemi e scandali che riguardano molti componenti della famiglia – la duchessa, l'altra sua figlia - ed anche la servitù.

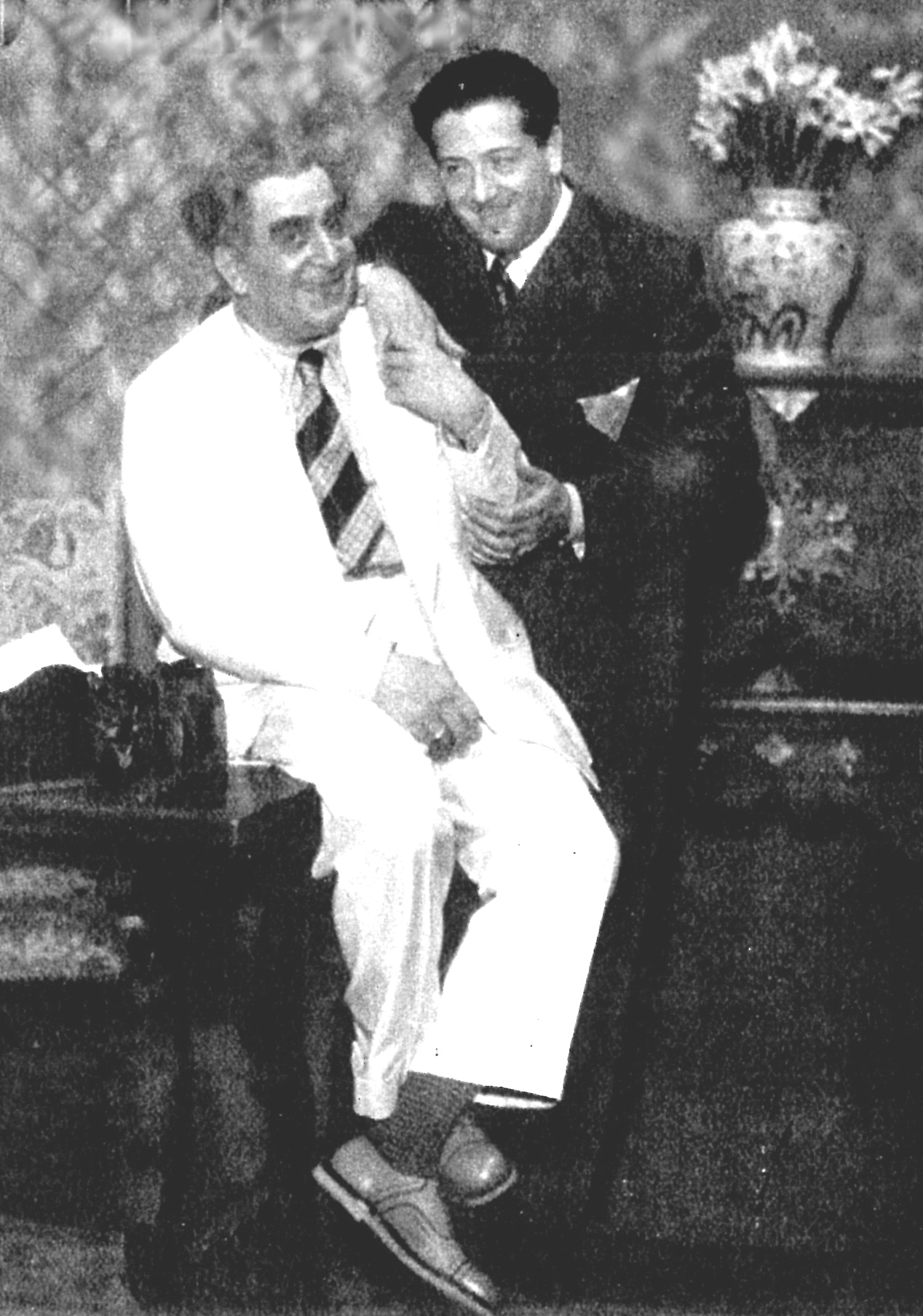
Armando Falconi (a sin) e suo figlio Dino, rispettivamente interprete ed autore del soggetto del film

Alla fine riuscirà a recuperare il quadro rubato ed a scoprire l'autore del furto. Ma un altro colpo di scena è in agguato: si tratta di un falso. Sarà ancora Joe a scoprire la verità: il vero quadro era già stato venduto quarant'anni prima dall'anziano duca, nonno di Stefano, per ripagare i debiti contratti in gioventù a causa della sua vita dissoluta. Toccherà quindi ancora a Joe tentare di recuperare, tornando in America, la preziosa opera d'arte.

## Realizzazione del film

### Soggetto e sceneggiatura
Joe il rosso è tratto da una commedia che Dino Falconi aveva scritto per un'interpretazione teatrale del padre Armando, all'epoca noto e popolare attore teatrale e cinematografico. Egli raccontò che l'ispirazione per creare questo strano personaggio di gangster bonario gli era venuta da un'esperienza vera: l'incontro durante una traversata transatlantica di ritorno da un viaggio in America con un passeggero che lui descrive «curioso tipo, simpaticone, servizievole, giovialissimo, [e] dedito al contrabbando alcolico, attorno al quale mi sono ingegnato di costruire una vicenda teatrale».
La commedia venne rappresentata nei primi mesi del 1934 con ottimi esiti, da una compagnia di cui facevano parte, oltre a Falconi e la Dondini presenti nel film, anche Evi Maltagliati, ed il successo sui palcoscenici indusse l'autore alla trasposizione cinematografica. Si riformò quindi, assieme allo stesso Falconi, quella coppia ormai affiatata con il genere giallo - Giannini quale sceneggiatore e Matarazzo come regista - che già l'anno precedente aveva realizzato Il serpente a sonagli e, negli stessi mesi del 1936, stava portando sugli schermi L'anonima Roylott, tanto che le programmazioni delle due pellicole, abbastanza simili sia come cast che come ambientazione "esotica", talvolta in alcune città si sovrapposero.

### Produzione
La lavorazione del film fu realizzata nei mesi autunnali del 1936 con esterni girati a Quercianella, nel castelletto in stile neomedievale noto come Villa Jana. L'immaginaria ambientazione in America ed in Costa Azzurra riprendeva un tema molto comune del tempo, anche se criticato da quanti desideravano invece indirizzare la cinematografia italiana verso un'"impronta" nazionale, tanto che, proprio nei mesi in cui si lavorava a Joe il rosso erano state pubblicate aspre critiche verso «i gangster nazionali, interamente fabbricati in Italia con materiale italiano (...) Si gira Squadrone bianco e loro stanno ancora lì con i tabarin, i frac, le bionde platino ed i giovinotti galanti. Il cinema italiano di oggi non ha nulla a che fare col cinema degli americani». Ma anche successivamente queste ambientazioni furono, seppur per motivi diversi, molto criticate, in quanto «improbabili, ridicole ed approssimative», aggiungendo che «a volte queste dislocazioni erano anche espedienti per non provocare obiezioni nei censori».

## Accoglienza
Critica. La pellicola, la quinta della filmografia di Matarazzo, iniziò a circolare nelle sale dal novembre 1936 ed ottenne commenti moderatamente positivi soltanto da una parte della critica. «Le risate che Joe il rosso ha riscosso sulla ribalta - scrisse Il Corriere della Sera - egli le riscuoterà probabilmente anche in film poiché restano sostanzialmente inalterate le vicende e le battute che ne hanno fatto la fortuna. Dove lo sceneggiatore si è discostato radicalmente dalla commedia non è stato molto felice. Matarazzo ha provveduto il film di movimento, mostrando scaltrezza ed ingegnosità nell'assorbire con la macchina da presa la teatralità del dialogo». Giudizio analogo a quello de La Stampa che parlò di «peripezie sovente amene, ravvivate dalla generosa recitazione di Armando Falconi; parodia di film più o meno poliziesco punteggiato da alcune colorite macchiette».
Mentre il Giornale d'Italia dava atto della «buona volontà di Matarazzo di comporre un film giallo e comico nello stesso tempo,  il film veniva invece severamente giudicato dalla Rivista del cinematografo: «trasandato nella regia, pecca di lentezza e difetta di originalità espressiva», coinvolgendo nella stroncatura anche «una serie di attrici dello schermo che inducono alle più nere previsioni sull'avvenire della nostra cinematografia».
Commenti successivi. In seguito, Joe il rosso è stato generalmente giudicato un buon esempio di tecnica registica del cineasta romano. Così, secondo Angela Prudenzi «la vicenda, all'apparenza esile, rivela quanto Matarazzo sia abile nello sfruttare tutti gli espedienti ed i contrasti tipici di un genere "misto" (...) una parodia in chiave comico - farsesca del poliziesco - gangster all'americana. Va riconosciuto al film una cura registica che nasce dallo sforzo di mettere la professionalità al servizio di una struttura narrativa talmente collaudata da non aver necessità di ulteriori interventi».
Anche Alessandra Cimmino osserva che «tra la quindicina di titoli realizzati dal 1934 al 1943, tutti di decorosa fattura, alcuni pregevoli, vale la pena di citare Joe il rosso, in cui il Matarazzo mostra la sua raggiunta maturità padroneggiando abilmente la gradevole parodia del gangster-movie di matrice americana. Il Matarazzo sostiene ma controlla la recitazione del "mattatore", senza divenirne succube e riesce a risolvere, attraverso il ritmo sostenuto di una scaltra regia, l'eccessiva teatralità dei dialoghi».

### Esito commerciale
Così come per tutta la produzione italiana degli anni trenta, anche per Joe il rosso non esistono dati ufficiali sui risultati economici del film, né le fonti forniscono elementi indiretti a tale proposito.